# Hispidophila latimarginata
Hispidophila latimarginata är en stekelart som beskrevs av Lin 1994. Hispidophila latimarginata ingår i släktet Hispidophila och familjen hårstrimsteklar. Inga underarter finns listade i Catalogue of Life.